# モリタク!
モリタク!（1984年1月20日 - ）は、日本のものまねタレントである。芸能事務所株式会社ホリプロコム所属。兵庫県出身。
2018年5月10日より「森たくま、（もりたくま、）」から改名した。

## 芸風
主に顔真似や仕草などの形態模写を得意としており、代表的なレパートリーに中居正広がある。その一方で声真似までできるレパートリーは大泉洋、松田翔太、小日向文世など限られている。そのため、声真似のできる別のものまねタレントに台詞を吹き替えてもらうというコラボレーションをすることがある。

## ものまねレパートリー
- 中居正広
- 佐々木蔵之介
- 大泉洋
- 松田翔太
- 小日向文世
- 宮川大輔
- 前澤友作
- 箕輪はるか（ハリセンボン）
- 京本政樹
- 斎藤司（トレンディエンジェル）
- 布川ひろき（トム・ブラウン）
- 岩井勇気（ハライチ）
- 菅良太郎（パンサー）
- 小渕健太郎（コブクロ）
- 坂崎幸之助（THE ALFEE）
- 尾上松也
- 羽生結弦
- いしだ壱成
- 杉村太蔵
- ゆってぃ
- 中井貴一
- 段田安則
- 西田幸治（笑い飯）
- 山下健二郎（三代目J Soul Brothers）
- ケント・モリ
- 児嶋一哉（アンジャッシュ）
- クロちゃん（安田大サーカス）
- 岩尾望（フットボールアワー）
- 假屋崎省吾
- サラリーマン山田（ゲゲゲの鬼太郎）
- 青キジ（ONE PIECE）
- 河村隆一
- 山崎まさよし
- 中島みゆき
- EXILE ATSUSHI
- 宇佐美吉啓
- GACKT
- 森山直太朗
- 平井堅
- 駒場孝（ミルクボーイ）
- 大悟（千鳥）
- 石田たくみ（カミナリ）
- 渡辺江里子（阿佐ヶ谷姉妹）
- ナダル（コロコロチキチキペッパーズ）
- 土屋伸之（ナイツ）
- 濱家隆一（かまいたち）
- 伊勢谷友介
- 田代まさし

など。